# Gyula Lelovics
Gyula Lelovics, appelé en Italie Giulio Lelovics ou Lelovich (né le 29 août 1897 à Vashosszúfalu en Autriche-Hongrie, aujourd'hui en Hongrie, et mort à une date inconnue), est un entraîneur de football hongrois.

## Biographie
Il rejoint le club de Bologne durant la saison de Serie A 1930-1931. Durant les années suivantes, il entraîne les clubs de Livourne et de Palerme en Serie A, puis Piombino et Syracuse en 3e division.
En 1939, il retourne à Bologne pour s'occuper du secteur des jeunes. Durant l'après-guerre, lors de la saison 1946-1947, il prend en main le club de Centese en troisième division, avec qui il parvient à monter en Serie B. La saison suivante, il retourne à Bologne, puis une nouvelle fois en 1952, qu'il sauve de la relégation.
Durant les années 1950, il entraîne des clubs comme Rimini, Vis Pesaro ou encore l'Hellas Vérone.
Les sources de l'époque l'indique comme étant celui qui aurait découvert le jeune talent Giacomo Bulgarelli, qui habitait à Bologne dans la même rue que lui, et que Lelovics regardait jouer depuis la fenêtre de chez lui.